# Гавлеон
Гавлеон, також Євлеон (швед. Gavleån, також Gävleån) — річка у середній частині Швеції, у лені Євлеборг. Довжина річки становить 25 км,  площа басейну  — 2470 км²   (2459,5 км² ). На річці побудовано 8 ГЕС малої потужності. 

## Назва
Назва річки у формі Гавлеон ( швед. Gavleån) склалася, ймовірно, у 1800-х роках. У старіших документах річка згадується під назвою Євлеон (швед. Gävleån), яка пов’язана з назвою міста Євле. 

## Географія
Бере початок від озера Стуршен (швед.  Storsjön, Gästrikland), в межах комуни Євле. Впадає у Ботнічну затоку Балтійського моря. У гирлі річки лежить місто Євле. 
Частка басейну річки Гавлеон, яку займає водна поверхня річок і озер становить 8,8 %. Більшу частину басейну річки — 77,4 % — займають ліси, території сільськогосподарського призначення займають 6,5 % площі басейну, болота — 4,1 %. На території басейну є 69 озер. Найбільшими озерами басейну є Ейарен (швед. Öjaren), Гінсен ( швед. Hinsen) і Стуршен (швед. Storsjön). Найбільшими річками басейну є Гавлеон, Бурршеон (швед. Borrsjöån) і Гавельхютеон (швед. Gavelhytteån). 

## ГЕС
На річці Гавлеон зведено 8 малих ГЕС з загальною встановленою потужністю 15,7 МВт й з загальним середнім річним виробництвом близько 62,8 млн кВт·год 
| № | Назва         | Назва швед- ською | Роз- ташуван- ня | Рік введен- ня в дію | Встанов- лена потуж- ність, МВт | Середнє річне вироб- ництво, млн кВт·год |
| - | ------------- | ----------------- | ---------------- | -------------------- | ------------------------------- | ---------------------------------------- |
| 1 | Форсбака      | Forsbacka         |                  | 1910                 | 0,28                            | 1,346                                    |
| 2 | Геллєстреммен | Hälleströmmen     |                  | 1960                 | 2,2                             | 13                                       |
| 3 | Макмюра       | Mackmyra          |                  | 1990                 | 3,6                             | 15                                       |
| 4 | Обюфорс       | Åbyfors           |                  | 1985                 | 2,9                             | 10,155                                   |
| 5 | Престфорсен   | Prästforsen       |                  | 1985                 | 2,9                             | 10,455                                   |
| 6 | Тулвфорс      | Tolvfors          |                  | 1927                 | 1,85                            | 6,053                                    |
| 7 | Стремдален    | Strömdalen        |                  | 1947                 | 1,9                             | 6,388                                    |
| 8 | Стремборг     | Strömsborg        |                  | 2001                 | 0,07                            | 0,45                                     |

## Галерея

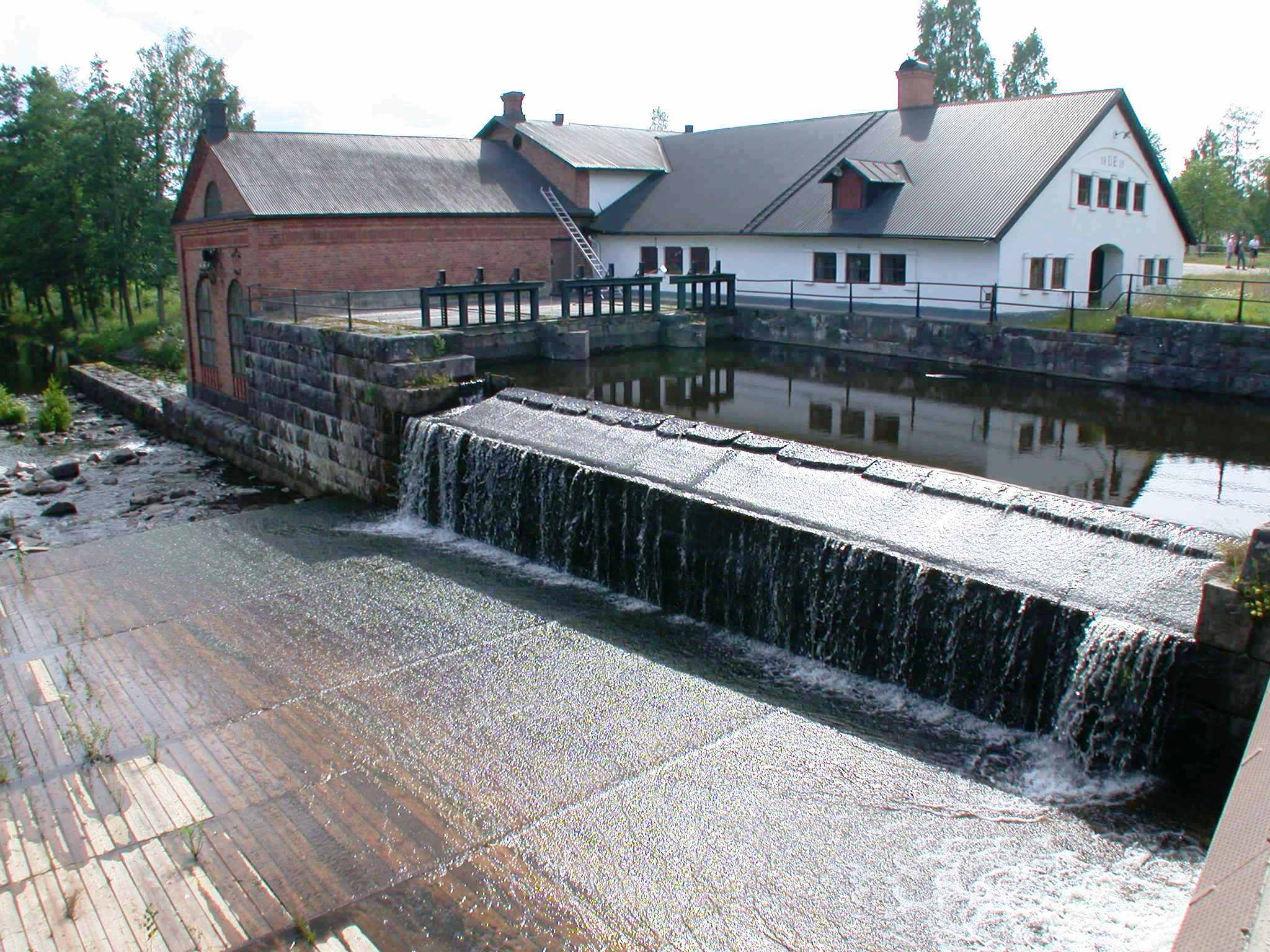
Гребля у селі Макмюра комуни Євле.
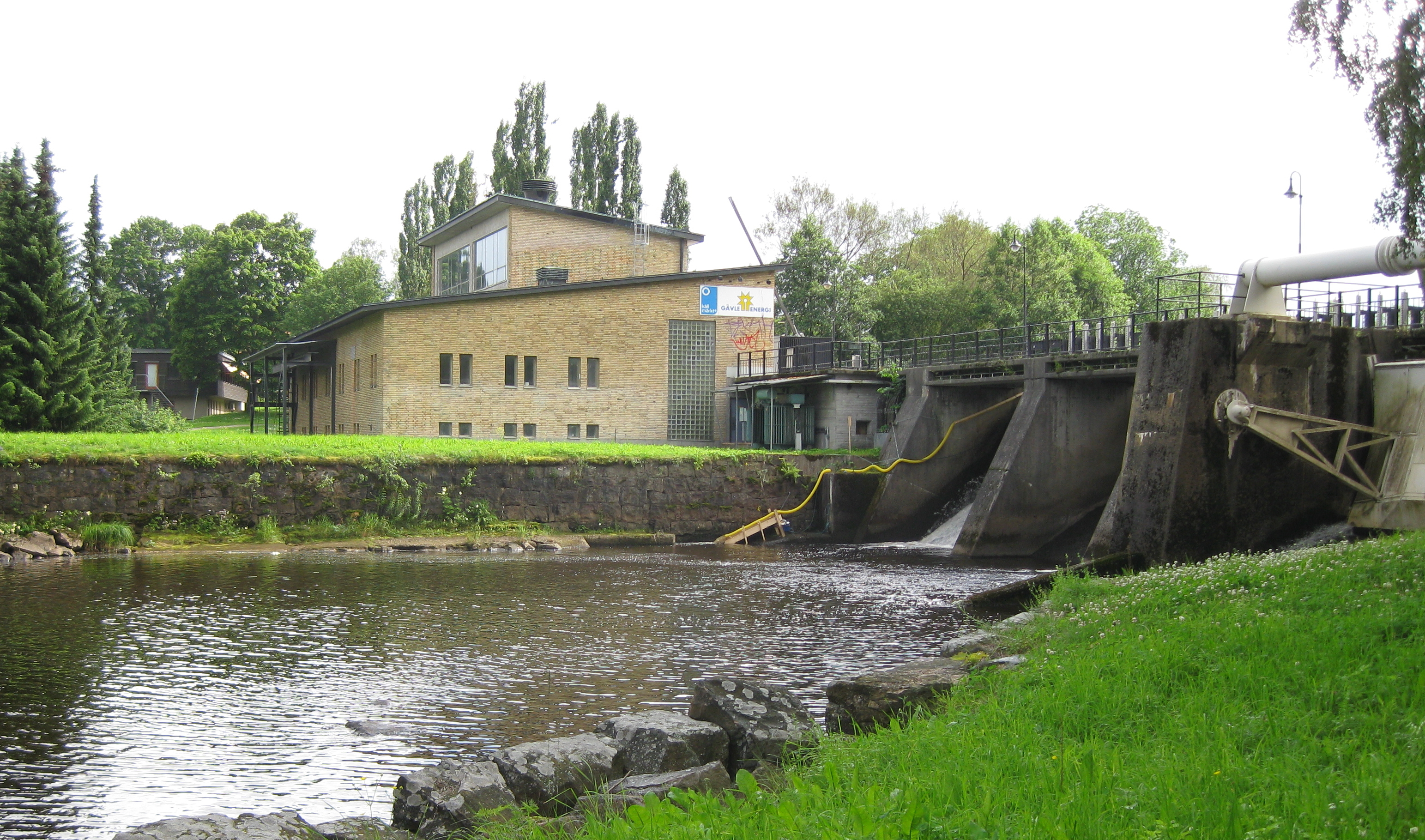
ГЕС “Стремсдален” (швед. Strömdalens kraftverk[sv]), комуна Євле.
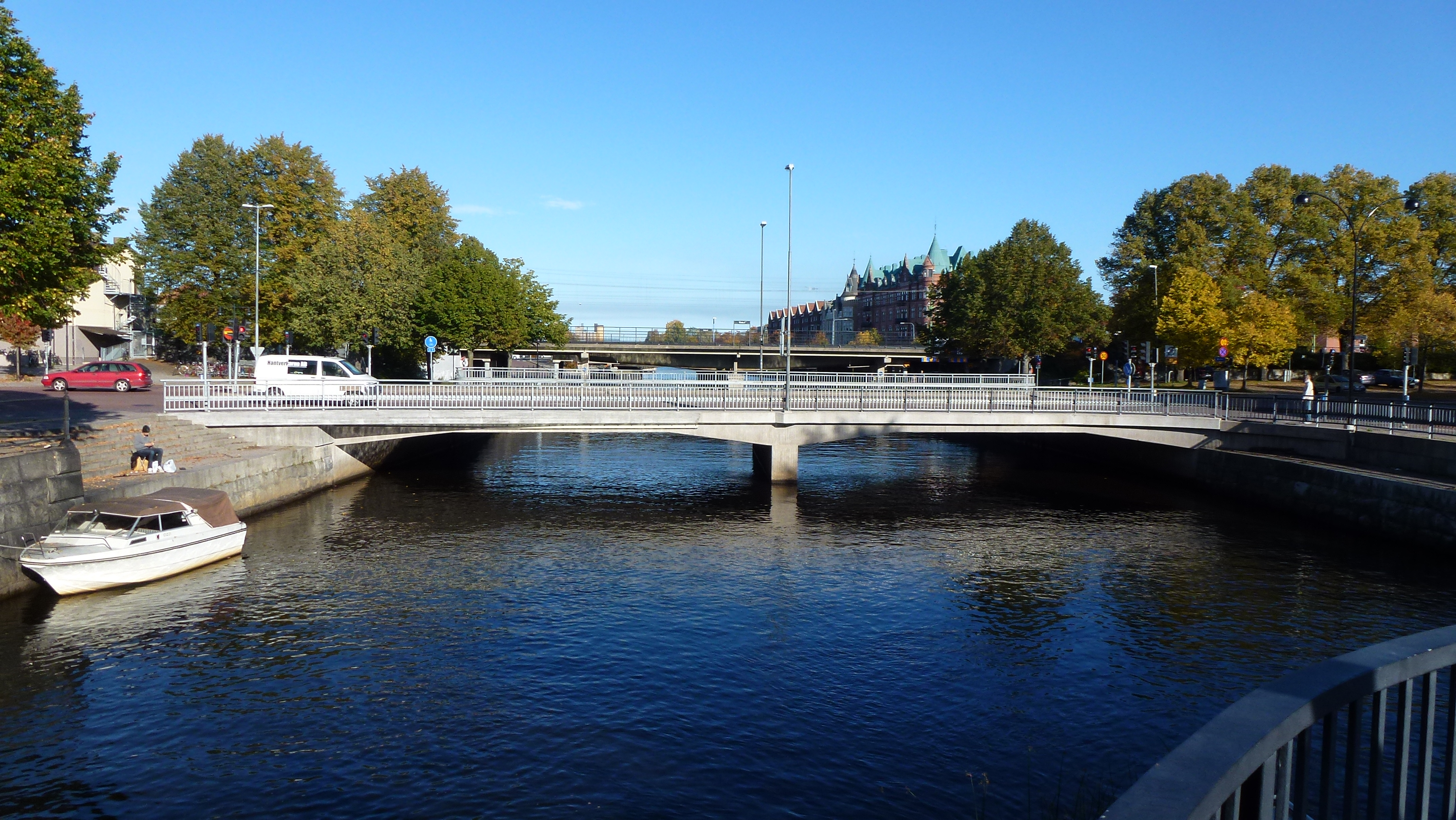
Річка в межах міста Євле.